# 麓林山街道
麓林山街道，是中华人民共和国黑龙江省鹤岗市南山区下辖的一个乡镇级行政单位。

## 行政区划
麓林山街道下辖以下地区：
麓兴社区、麓鹤社区、麓强社区和麓岭社区。